# 286 v. Chr.
Portal Geschichte | Portal Biografien | Aktuelle Ereignisse | Jahreskalender | Tagesartikel

◄ |
4. Jahrhundert v. Chr. |
3. Jahrhundert v. Chr. |
2. Jahrhundert v. Chr. |
►

◄ | 300er v. Chr. | 290er v. Chr. | 280er v. Chr. | 270er v. Chr. |
260er v. Chr. |
►

◄◄ | ◄ | 289 v. Chr. | 288 v. Chr. | 287 v. Chr. | 286 v. Chr. |
285 v. Chr. |
284 v. Chr. |
283 v. Chr. |
► |
►►
Staatsoberhäupter

## Ereignisse

### Politik und Weltgeschehen

#### Mittelmeerraum
- Ende des Fünften Diadochenkrieges (seit 288 v. Chr.) Der aus seinem Königreich Makedonien vertriebene Demetrios I. Poliorketes gewinnt zunächst die Griechenstädte Ioniens, darunter Sardes; beim Versuch, sich nach Mesopotamien durchzuschlagen gerät er jedoch in der Gegend des Taurus in die Gefangenschaft des Seleukos I. In Makedonien herrschen nun Pyrrhos I. und Lysimachos, während sich Demetrios’ Sohn Antigonos II. Gonatas in Griechenland behauptet. Dieser bietet sich als Geisel im Austausch für den Vater an, was Seleukos ablehnt.
- In der römischen Lex Aquilia wird das Schadenersatzrecht kodifiziert.

#### Kaiserreich China
- In der Zeit der Streitenden Reiche wird der chinesische Staat Song vom Staat Qin annektiert und geht damit unter.

### Katastrophen
- Ein Erdbeben auf der Halbinsel Chersonesos richtet vor allem in Lysimacheia schwere Schäden an.

## Geboren
- Antiochos II. Theos, der spätere König des Seleukidenreiches († 246 v. Chr.)